# Roksana Khoudoyarova
Roksana Khoudoyarova, née le 30 janvier 2001 à Samarcande, est une athlète ouzbèke. Elle participe au saut en triple saut féminin lors des Jeux olympiques d'été de 2020.

## Carrière
En 2017, aux Championnats d'Asie jeunesse (en) à Bangkok (Thaïlande), elle remporte une médaille d'argent en heptathlon,.
Aux Championnats d'Asie d'athlétisme en salle 2018, qui se déroulent à Téhéran, en Iran, elle se classe cinquième avec une hauteur de 5,73 mètres et septième au triple saut avec une distance de 12,69 mètres. La même année, lors du tournoi d'athlétisme asiatique homologué qui se tient à Bangkok, en Thaïlande, elle remporte la médaille d'or et se qualifie pour les Jeux olympiques d'été juniors avec un résultat de 13,21 mètres au triple saut,,. Lors des Jeux olympiques de la jeunesse à Buenos Aires, en Argentine, elle termine quatrième au saut en triple avec une distance de 12,94 mètres,.
En 2019, elle participe aux Championnats d'Asie qui se tiennent à Doha, au Qatar,. Cependant, elle ne réussit pas à obtenir de médaille : elle prend seulement la sixième place au saut en longueur avec un résultat de 6,08 mètres, et la dixième place au triple saut avec un résultat de 12,63 mètres.
En juin 2021, à Bichkek (Kirghizistan), lors d'un tournoi pour les trophées de la championne olympique Tatyana Kolpakova, elle remporte la médaille d'or avec un résultat de 14,36 mètres au saut en triple. Le 26 juin 2021, lors de la Coupe du Kazakhstan qui se déroule à Almaty, elle termine troisième du triple saut avec une performance de 13,92 mètres. Le 29 juin 2021, lors de la Coupe d'Ouzbékistan qui a lieu à Tachkent, elle remporte la médaille d'or avec un résultat de 14,38 mètres au triple saut.
En 2021, elle obtient une qualification pour les XXXIIe Jeux olympiques d'été à Tokyo, au Japon, et participe au triple saut[réf. nécessaire]. Cependant, elle n'arrive pas à se qualifier, terminant seulement quatorzième avec un saut de 13,02 mètres et ne peut pas aller plus loin dans la compétition.
Elle est médaillée de bronze du triple saut aux Jeux de la solidarité islamique de 2021 à Konya.